# Гомера
Ла Гомера е един от седемте Канарски острова. Столица е Сан Себастиян де Ла Гомера.
Има вътрешно летище в южния град Сантяго. Това е единственият от Канарските острови, който не е бил и не е вулкан. Паркът на острова се казва Гарахонай на името на принцеса Хонай и принц Гара и е под закрилата на ЮНЕСКО. Там могат да се срещнат папрати, останали непокътнати в развитието си от времето на динозаврите. Заема площ от 378 кв. километра и е известен преди всичко с девствената си природа.